# Герб Головського
Герб Головського — офіційний символ села Головське, Дрогобицького району Львівської області, затверджений 4 лютого 2008 р. рішенням сесії Головської сільської ради. Герб є промовистим.
Автор — А. Гречило. 

## Опис герба
У синьому полі золота голова оленя анфас, між рогами у нього дві геральдичні троянди зі срібними пелюстками та золотими осердями і листочками.

## Значення символів
Голова оленя вказує на назву поселення (герб є промовистим). Олень також є представником місцевої фауни. Синє поле означає місцеві водні ресурси.